# Libuše Dušková
Libuše Dušková (ur. 27 stycznia 1930 w Českiej Třebovie) – czeska językoznawczyni, anglistka. Zajmuje się opisem współczesnej angielszczyzny (morfologii, zwłaszcza syntaktyki, oraz stylistyki w ujęciu konfrontatywnym).

## Życiorys
Odbyła studia z zakresu anglistyki i bohemistyki na Wydziale Filozoficznym Uniwersytecie Karola (UK) w Pradze (1949–1953). Wśród jej nauczycieli znaleźli się: Bohumil Trnka, Josef Vachek, Ivan Poldauf i Zdeněk Vančura.
W latach 1954–1968 była czynna w Katedrze Języków Czechosłowackiej Akademii Nauk (ČSAV), od 1964 r. jako pracownik naukowy. W 1964 r. otrzymała stopień kandydata nauk; w 1966 r. tytuł doktora filozofii (PhDr.) w dziedzinie anglistyki na Wydziale Filozoficznym Uniwersytetu Karola. W latach 1968–1985 była samodzielnym pracownikiem naukowym w Instytucie Języków i Literatur ČSAV, gdzie pracowała nad swoim fundamentalnym dziełem, akademicką gramatyką języka angielskiego (1988), która była zarazem jej pracą habilitacyjną. W 1985 r. została zatrudniona w Katedrze Anglistyki i Amerykanistyki na Wydziale Filozoficznym UK, gdzie kierowała sekcją lingwistyki. W 1990 r. uzyskała stopień doktora nauk, w 1992 r. została profesorem języka angielskiego; od 2007 r. profesor emerytowany Uniwersytetu Karola.

## Wybrana twórczość
- Mluvnice současné angličtiny na pozadí češtiny (współautorstwo, 1988)
- English Grammars in Postwar Czechoslovakia (1991)[2]
- Textual Links as Indicators of Different Functional Styles (1997)
- Expressing Indefiniteness in English (2000)[3]
- Konstantnost syntaktické funkce mezi jazyky (2005)